# Colonii genoveze din România

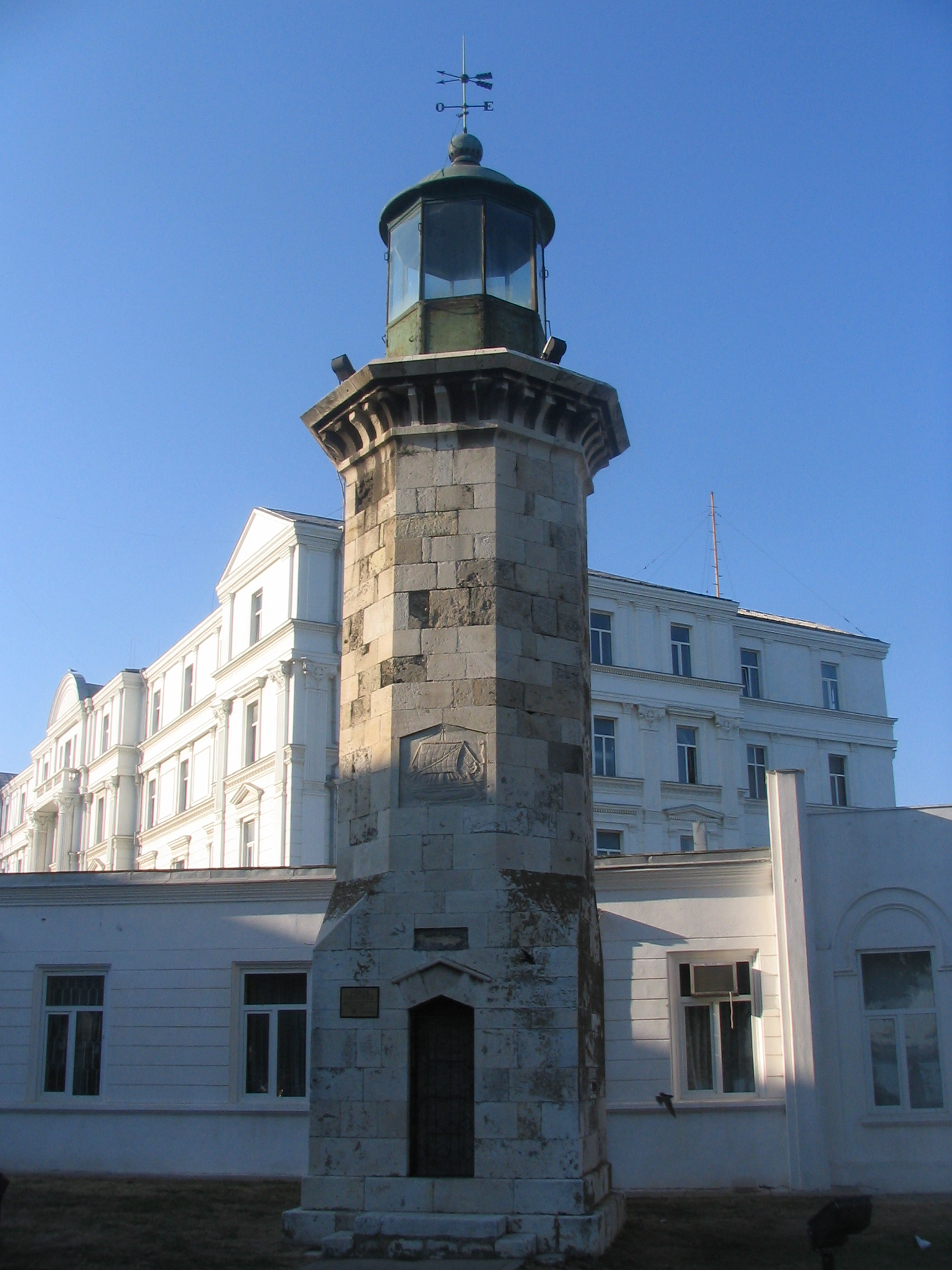
Farul zis "Genovez" (Constanța) a fost construit în jurul anului 1300 de către genovezii care făceau comerț în port

Coloniile genoveze din România au fost create de către Republica Genova pe teritoriul actual al României, în Evul Mediu, pe litoralul Mării Negre, precum și pe Dunăre.

## Istorie
În timpul celei mai mari perioade de expansiune, între secolele al XIII-lea și al XV-lea, Republica Genova a avut multe colonii și porturi comerciale/militare la Marea Neagră (în principal în Crimeea) și de-a lungul Dunării.
Aceste așezări genoveze au servit în primul rând pentru a proteja rutele comerciale maritime care au făcut din Genova o putere în acest domeniu. Ar trebui remarcat faptul că genovezii nu au ocupat vreodată aceste teritorii prin forță, ci mai degrabă le-au cumpărat de la popoarele indigene prin „concesii” pentru scopuri comerciale.
Unele dintre aceste locații se afla în Bugeac (Budjak), de asemenea, cunoscut sub numele de Basarabia istorică (acum, în Ucraina, dar făcând parte din punct de vedere istoric din Principatul Moldovei), iar altele în regiunea românească a Moldovei (în prezent în România, dar, de asemenea, odată parte a Principatului Moldovei).
Cele mai mari colonii au fost: Moncastro, Licostomo, Galați (Caladda), Constanța și Giurgiu (San Giorgio).

### Moncastro

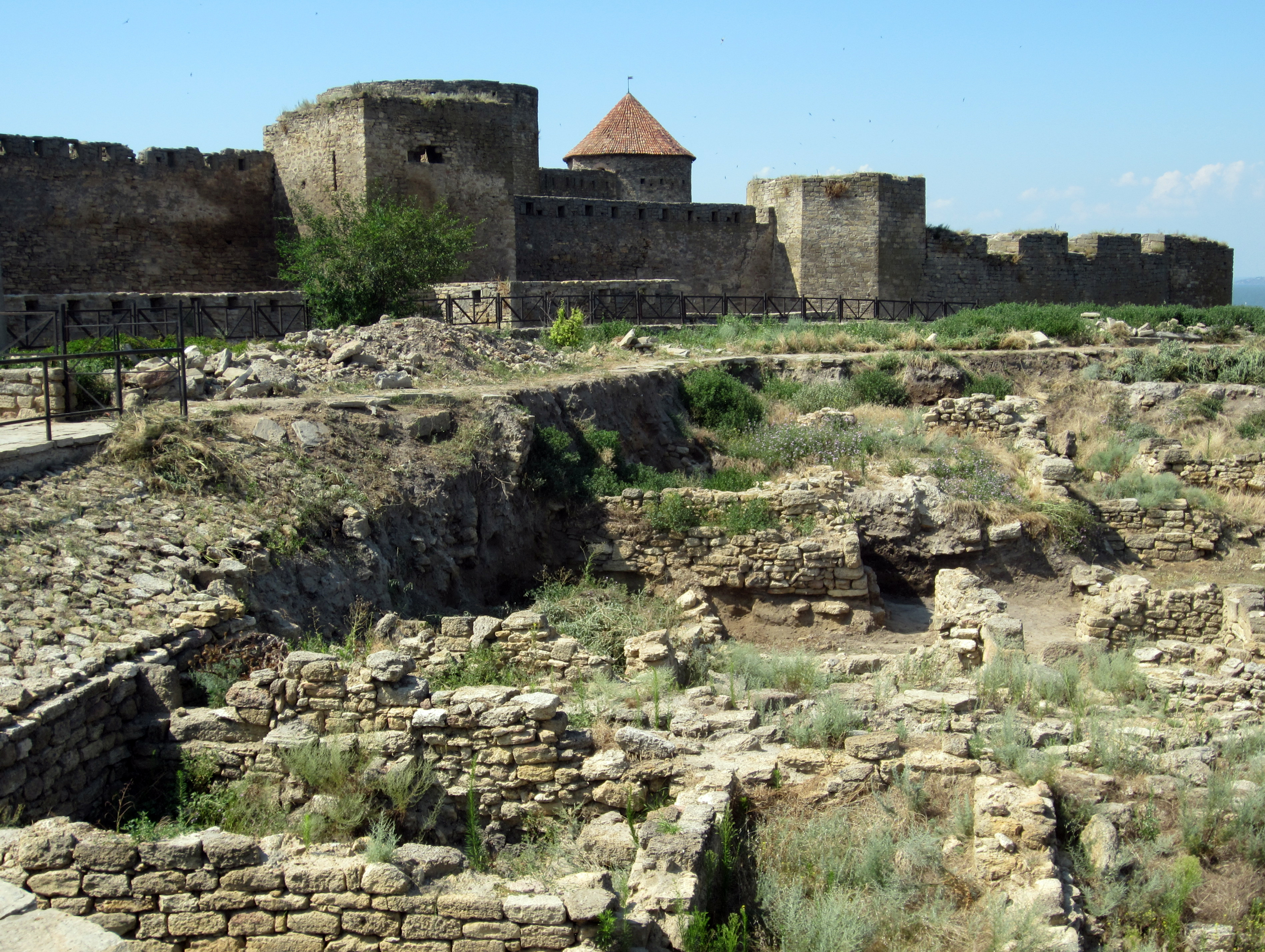
Ruinele "Moncastro" la Cetatea Albă

Mai importantă dintre acestea a fost, fără îndoială, impresionant "Moncastro", de mai sus estuar al râului Nistru (Dnestr), pe Marea Neagră (de asemenea, numit "Maurocastro" sau "Samastro") astăzi Bylgorod Dnistrovsk și deja "Cetatea Albă", la momentul Principatului Moldovei.
Referințele istorice disponibile au constatat că Moncastro a devenit colonie genoveză fără îndoială înainte de 1381 AD, smulge controlul tătarilor, deși o dată exactă nu este disponibilă. În 1315 AD Genovezii  stabilesc aici o escală și un contoar comercial, renovând cetatea, pe care o numesc Montecastro sau Moncastro, în grecește "Asprokastron" (romana Tyras).

### Licostomo
În 1381 AD a fost creat portul/colonie Licostomo pe Dunăre, cu ambele scopuri comerciale și militare (termenul Licostomo traduse înseamnă "două guri de lup"). Multe surse istorice spun că acest port ar fi la originea a orașului a Kilia (Chilia Noua), dar acest lucru nu este sigur ca locul exact unde se afla o dată pe această locație a fost exact între Kilia și Vilkovo (Vâlcov), situat la începutul delta imensă a Dunării. Multă vreme a fost confundat cu cetatea-port Chilia. În lumina ultimelor cercetări, nu mai poate fi vorba despre o identitate între acest port și Chilia, ci despre o așezare individuală, aflată în preajma Vâlcovului (care i-a preluat numele de „lup” — de data aceasta în slavonă) și a Peripravei.
Registrul ținut Licostomo de către notarul genovez Antonio de Podenzolo între noiembrie 1360 AD și mai 1361 AD atestă o intensă activitate comercială la Dunărea de Jos. De aici se exportau spre capitala Imperiului Bizantin mari cantități de grâu, miere, ceară, vin, sare, pește și alte produse.

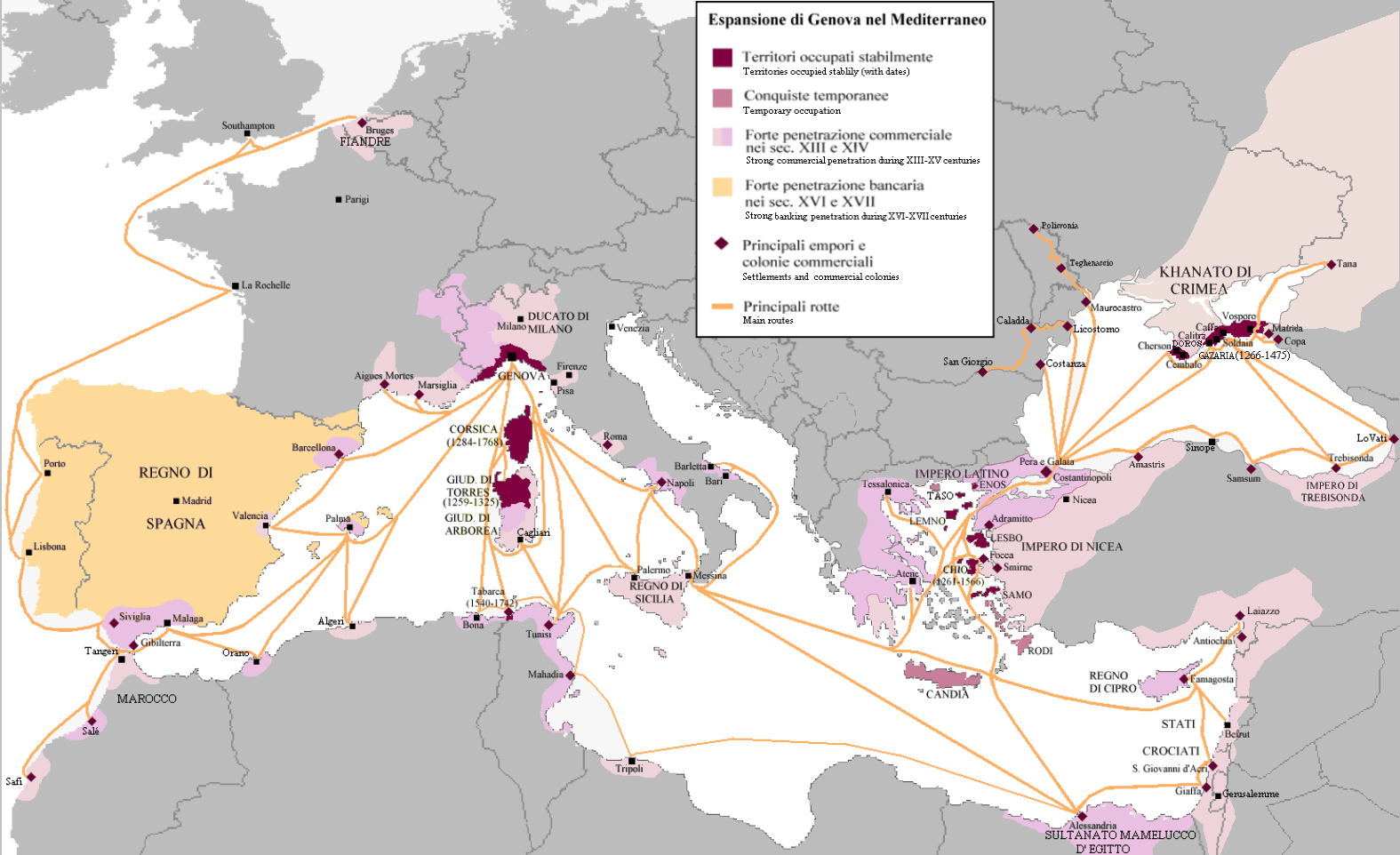
Republica Genova

Licostomo ca un port/colonie nu mai există de la perioada de după 1418 AD, adică de la această parte a Basarabiei istorice a căzut sub controlul Imperiului Otoman.

### Caladda
Un alt port/colonie pe Dunăre a fost "Caladda" (astăzi Galați), care, conform unor surse istorice ar deveni genovezi in 1395 AD, și a rămas până în 1445 AD când a căzut sub controlul Principatului Moldovei.

### Constanța
În timpul Evului Mediu, Constanța a fost una dintre piețele comerțului genovez în bazinul Mării Negre. Negustorii și armatorii genovezi erau stabiliți în peninsulă. Până în zilele noastre a rămas din acele timpuri o temelie pe care a fost clădit farul zis Genovez.

### San Giorgio
Orașul Giurgiu ar fi fost fondat de genovezi (care au stabilit o bancă și practicat comerțul cu mătase și catifea) și numit după sfântul protector al Genovei (San Giorgio).
Prima mențiune sigură a cetății Giurgiu și genovezi este în documentul Codex Latinus Parisinus de la începutul secolului al XV-lea, sub forma "Zorio".

## Fortărețe genoveze

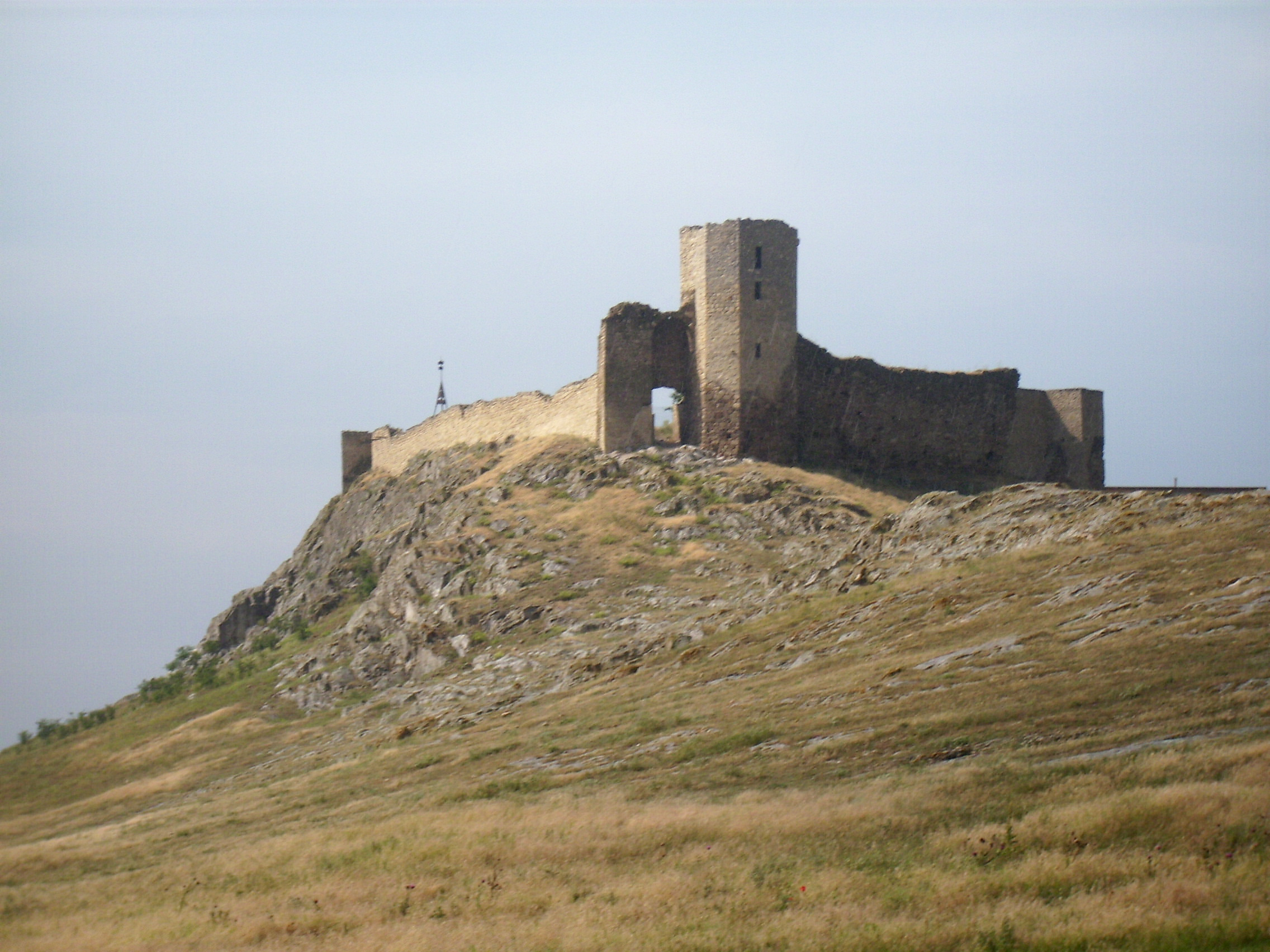
Ruinele "Enisala", Fortăreața genoveză

Unele fortificații genoveze au fost făcute la Dunăre, precum Cetatea Enisala. Aceasta a fost ridicată de puterea imperială bizantină și de cea comercială genoveză la sfârșitul secolului al XIII-lea – începutul secolului al XIV-lea, perioadă în care a avut rol militar, politic și administrativ și mai puțin economic.
Un alt castel a fost Ilice, la gura de vărsare a fluviului Nipru. Fortăreața Ilice a rămas în mâinile genovezilor mai mult de un secol, până în 1455.
În cele din urmă, Cetatea Soroca a fost construită - în fața vadului peste Nistru - pe locul unei vechi fortărețe genoveze: Alciona (numită și „Olihonia”). Castelul Alciona, situat la circa 160 km spre nord de Chișinău, a fost înălțat pe locul unei vechi cetăți din lemn și pământ, a unei palănci sau poate chiar posade, în primul sfert al secolului al XV-lea. Nicolae Bulat consideră cetatea Soroca „opera genovezilor” și nu-i altceva decît bătrîna „Olhionie” – colonie străveche, iar mai târziu factorie genoveză.